# Mellier (village)
 (juillet 2018).
Si vous disposez d'ouvrages ou d'articles de référence ou si vous connaissez des sites web de qualité traitant du thème abordé ici, merci de compléter l'article en donnant les références utiles à sa vérifiabilité et en les liant à la section « Notes et références ».
Pour les articles homonymes, voir Mellier.
Mellier (en wallon Mâliè) est une section de la commune belge de Léglise située en Région wallonne dans la province de Luxembourg. Les habitants de Mellier sont les grèviès. Ce nom, parfois francisé en graviers, a été donné par assonance avec la forme dialectale du nom du village: les grèviès d'Mâliè. Les grèviès sont des petits poissons d'appât, des vairons, qu'on trouve fréquemment dans les rivières et ruisseaux de la région.

## Démographie
- Source: INS recensements population

## Historique
La première mention historique fut en 763: le roi Pépin le Bref donna au monastère de Prümm (actuelle Allemagne, près de Bitburg) l´immunité "in maslario palacio publico", c'est-a-dire  les souverains carolingiennes dès lors possedèrent à Mellier un palais pour passer la nuit et pour écrire des documents (MGH DDKarol 1 no. 018). En 888, le roi Arnulf confirmait du couvent de Ste. Marie à Aix-La-Chapelle des propriétés à "Maslario" (MGH DArn no. 031). 
Mellier était une commune à part entière avant la fusion des communes de 1977, formée de Mellier, Thibessart et Rancimont. Dans les premières années du XIXe siècle (depuis 1797), le siège communal a d'abord été établi à Thibessart et c'est sous ce nom que la commune de Mellier apparaît parfois dans les documents de l'époque.
Le village se situe sur la rivière Mellier à laquelle il donne son nom.
Une gare ouvrit à Mellier durant la seconde moitié du XIXe siècle; Le bâtiment est remarquable à plus d'un point : il s'agit en effet de la première gare d'Arlon, construite vers 1858, qui fut démontée et rebâtie à Mellier dans les années 1890 lorsque la seconde gare d'Arlon, beaucoup plus grande, fut construite. Fermée dans les années 1970, cette gare fut conservée pour les services communaux et a récemment été remise à neuf.

## Patrimoine et culture

### Patrimoine classé
- Située à moins de 2 km au sud du village, la Forge haute de Mellier est reprise sur la liste du patrimoine exceptionnel de la Région wallonne.
- L'église Saints-Pierre-et-Paul de Mellier.
- La butte Haut de la Cour.